# じゃがいも公爵
じゃがいも公爵（じゃがいもこうしゃく）は日本のシンガーソングライター・音楽プロデューサー。

## 概要
関西を中心にアンダーグラウンドなアーティストとして活動していたが『ホストランス2』のアフレコをきっかけに表舞台に出る。その後、よしもとザ・ブロードキャストショウと共に、音楽レーベル『なにわっく@みゅーじっく』の設立にたずさわる。

## 主な提供作品
- Osaka翔Gangs
  - 「大阪わっしょい!」「Unlimited」「サンバ de Show!」「恋のリズム」
  - 「デュラ・デュラ・デュワ・ドゥ!」「大阪わっしょい! -Say Cheese☆ニッポン-」
- ちびまる子ちゃんTRANCE LAND（2006年3月24日発売）
  - 「うれしい予感【Shohei Matsumoto Mix】」
  - 「あっけにとられた時のうた【4SKIPS VS BRG】」
- ホストトランス2[1]（2007年6月27日発売）
  - 「Russian Roulette feat. じゃがいも公爵 & Missie」
- 姫トラ・あにめみっくす!（2009年1月21日発売）
  - 「崖の上のポニョ （崖の上のポニョより） / Gavin feat. Aya with じゃがいも公爵」
- A・G・E（2009年4月22日発売）
  - 「KABKI 〜きらきらシャンパンナイト〜」
- アニメ『うんこさん-ツイてる人にしか見えない妖精-』（2009年7月15日発売）
  - 「うんとこサンバ〜幸せになるハッピートランスバージョン」
- アニメ『うちの3姉妹-おかわりぱれたい』（2010年3月24日発売）
  - 「オーマイTACCO / しがせいこ WITH オクトパス8」